# Jürnjakob Swehn der Amerikafahrer
Jürnjakob Swehn, der Amerikafahrer ist ein 1917 erschienener Briefroman von Johannes Gillhoff (1861–1930) mit einer sehr hohen Auflage. Er widmet sich der Problematik der deutschen Auswanderer in der zweiten Hälfte des 19. Jahrhunderts.

## Inhalt
Im Buch schildert Jürnjakob Swehn, ein fiktiver Landwirt aus Mecklenburg, in der Rückschau sein Leben seit seiner Auswanderung nach Amerika im Jahr 1868, wo er als junger Mann sein Glück suchte, nachdem er in seiner deutschen Heimat keine Zukunft sah. In Amerika beginnt er als Tagelöhner, erarbeitet sich aber eine eigene Farm sowie ein beträchtliches Vermögen und gründet eine Familie.
Das Buch ist als Sammlung langer Briefe an Jürnjakobs alten Lehrer in Deutschland gestaltet, an denen Jürnjakob jeweils monatelang schreibt, lange Pausen macht und sich später wieder zu Wort meldet. Rückfragende Briefe des Lehrers erscheinen nicht im Buch, sondern werden nur aus den Bezügen in Jürnjakobs nächstem Brief deutlich.
Jürnjakobs Art zu erzählen ist einerseits von einer gewissen Naivität angesichts seiner geringen Schulbildung geprägt (so berichtet er seinem Lehrer erstaunt, dass das kleine Einmaleins auch in Amerika gilt), andererseits hat Jürnjakob durch praktisches Erleben und Beobachten viel von der Welt verstanden und sich mit festem Willen und harter Arbeit darin seine Existenz aufgebaut. Immer wieder flicht er in seine Briefe Bibelzitate, plattdeutsche Passagen und Sprichwörter ein, die seine Liebe zur alten Heimat und sein gelegentliches Heimweh vermitteln.

## Zitate
„Lieber Herr Lehrer, in der Schule hast du uns gelehrt, dass die Sonne im Sommer hier aufgeht, wenn sie bei euch untergeht. Lieber Herr Lehrer, ich muss dir mitteilen, dass das eine Irrlehre ist. Die Sonne geht auch hier morgens auf und abends unter. Ich hab gleich den ersten Tag gut aufgepasst.“

## Hintergrund
Modell der fiktiven Figur ist der Auswanderer Carl Wiedow (1847–1913) aus Mecklenburg, der sich auf die Reise ins Ungewisse macht. In der kargen „Griesen Gegend“ als armer Tagelöhnersohn geboren, zieht es ihn in die weite Welt; er emigriert 1868 in die USA, nach Iowa.
Als er schon eine Farm in der „neuen Welt“ besitzt und alt geworden ist, beginnt er sein bewegtes Leben in einfachen Worten in Briefen an seine in Deutschland gebliebenen Freunde aufzuschreiben. 
Der Autor Johannes Gillhoff sammelte um die Jahrhundertwende Briefe, die sein Vater von ehemaligen Schülern bekam. Er bearbeitete sie 18 Jahre lang und vereinigte die vielen darin enthaltenen Auswanderergeschichten, wobei Ergänzungsstoffe Rückwanderer lieferten, die durch Bremen kamen, zur Figur des Jürnjakob Swehn.
Das Buch, das durch seine Hauptfigur eine Lebenseinstellung propagierte, die auf einfachem Leben, harter Arbeit, Bescheidenheit, Humor und Ehrlichkeit basierte, war in Deutschland mit einer Auflage von einer Million Exemplaren enorm erfolgreich. Im Jahr 2000 erschien erstmals eine englische Übersetzung. Von Gottfried Keding wurde der Roman dramatisiert.

## Hörspielfassung
Im Jahre 1952 produzierte der NWDR Hamburg ein 60-minütiges Hörspiel unter dem gleichen Titel, in einer Funkbearbeitung von Otto Tenne in niederdeutscher Sprache.
Unter der Regie von Hans Freundt sprachen:
- Hartwig Sievers:		Jürnjakob Swehn
- Lisel Pockrandt:		Wieschen
- Käthe Alving:		Mudding
- Adalbert Kriwat:		Der alte Lehrer
- Heinz Roggenkamp:		Schuldt
- Rudolf Beiswanger:		Völss
- Karl Kramer:	Der Buxtehuder
- Heinz Ladiges:		Sprecher

## Ausgaben und Literatur
- Johannes Gillhoff: Jürnjakob Swehn, der Amerikafahrer. Verlag der Täglichen Rundschau, Berlin 1917. Neudruck: BS-Verlag, Rostock 2006. ISBN 3-89954-219-3.
- Johannes Gillhoff: Jürnjakob Swehn travels to America. University of Iowa Press, Iowa City 2000. ISBN 0-87745-719-0.
- Johannes Gillhoff: Jürnjakob Swehn, der Amerikafahrer, Hofenberg, Berlin 2016, hg. v. Karl-Maria Guth, ISBN 978-3-86199-541-8
- Eldon L. Knuth: Auf den Spuren von Jürnjakob Swehn oder Wer hat die Briefe geschrieben? MV Taschenbuch. Rostock 2005. ISBN 3-89954-148-0.
- Hartmut Brun: In dem Streben nach eigen Hüsung. Jürnjakob Swehn der Amerikafahrer. In: Die Auswanderung von Norddeutschland nach Amerika im Spiegel der Literatur. [Beiträge der Fritz Reuter Gesellschaft; Bd. 18]. Rostock 2008. S. 90–98.